# Confessiones Helveticae
Le Confessiones Helveticae sono due confessioni di fede delle Chiese riformate svizzere (calvinismo e zwinglianesimo.) del XVI secolo. Si distinguono una Confessio Helvetica prior e una Confessio Helvetica posterior.

## Confessio Helvetica prior
La Confessio Helvetica prior, ossia la prima confessione di fede elvetica (detta anche seconda confessione basilese, Confessio Basileensis posterior) fu promulgata nel 1536 quale prima formula di fede comune dei riformati svizzeri di lingua tedesca.
Nell'ambito di un tentativo di unione con i luterani si erano infatti riuniti dal 30 gennaio al 4 marzo del 1536 a Basilea rappresentanti di Zurigo, Berna, Basilea, Sciaffusa, San Gallo, Mulhouse, Costanza e  Bienne, fra di essi vi erano  Martin Bucer e Volfango Capitone da Strasburgo.
La redazione latina dei 27 articoli della Confessione, che era ispirata da un tentativo di riavvicinamento fra le varie correnti riformate, furono elaborati sotto la guida di Heinrich Bullinger, Simon Grynaeus, Leo Jud, Kaspar Megander e Oswald Myconius.
Alla fine fu tuttavia accettata, come testo di riferimento, la traduzione tedesca di Leo Jud, la quale si conformava maggiormente alla teologia di Ulrico Zwingli rispetto alla versione latina.

## Confessio Helvetica posterior
La seconda confessione elvetica (Confessio Helvetica posterior) costituisce ancora oggi insieme al Catechismo di Heidelberg la più diffusa confessione di fede riformata. Essa fu redatta personalmente nel 1562 da Heinrich Bullinger con il titolo Confessio et expositio simplex orthodoxae fidei et dogmatum Catholicorum syncerae religionis Christianae.
Bullinger inviò la confessione al principe Federico III del Palatinato, il quale voleva motivare adeguatamente il proprio passaggio alla dottrina riformata. Federico III la fece stampare già nel 1566, ciò che contribuì grandemente alla sua diffusione. La Confessio Helvetica posterior - composta di 30 capitoli - fu adottata da tutte le Chiese riformate della Svizzera tedesca con l'eccezione di quella di Basilea e pure dai riformati di Francia, Scozia, Polonia e Ungheria.